# 200 v. Chr.
Portal Geschichte | Portal Biografien | Aktuelle Ereignisse | Jahreskalender | Tagesartikel

◄ |
3. Jahrhundert v. Chr. |
2. Jahrhundert v. Chr. |
1. Jahrhundert v. Chr. |
►

◄ | 220er v. Chr. | 210er v. Chr. | 200er v. Chr. | 190er v. Chr. |
180er v. Chr. |
►

◄◄ | ◄ | 203 v. Chr. | 202 v. Chr. | 201 v. Chr. | 200 v. Chr. |
199 v. Chr. |
198 v. Chr. |
197 v. Chr. |
► |
►►
Staatsoberhäupter

## Ereignisse

### Politik und Weltgeschehen

#### Europa und Naher Osten
- Am Jahresanfang erobert der ägyptische Feldherr Skopas im Fünften Syrischen Krieg zwischen dem ptolemäischen Ägypten und den Seleukiden fast das gesamte im Vorjahr an Antiochos III. verlorene Palästina einschließlich Jerusalems, aber ohne Damaskus, zurück. Im Sommer wird er in der Schlacht bei Paneion schwer geschlagen; er zieht sich mit 10.000 Mann nach Sidon zurück, wo er belagert wird. Philipp V. von Makedonien, der sich gerade im Krieg gegen Attalos I. von Pergamon befindet, nimmt den Ptolemäern die thrakische Ägäisküste weg. Rom fordert ultimativ die Einstellung aller Feindseligkeiten durch Philipp sowie Entschädigungszahlungen und die Rückgabe eroberter Gebiete.
- Eine römische Gesandtschaft unter Marcus Aemilius Lepidus reist sowohl ins ptolemäische Alexandria als auch ins Seleukidenreich. Rom verhält sich im Krieg zwischen den beiden Reichen allerdings neutral, nachdem Antiochos zugesichert hat, nicht mit Philipp gegen Rom zu ziehen.
- Nachdem Philipp das römische Ultimatum verstreichen hat lassen, beginnt der Zweite Makedonisch-Römische Krieg. Im Herbst landet Sulpicius Galba nach einem Hilfsansuchen durch Pergamon und Rhodos mit zwei Legionen im griechischen Apollonia und eröffnet damit den Krieg.

- Um etwa 200 v. Chr. schließen sich unter der Führung der Noriker 13 keltische Stämme zum Königreich von Noricum zusammen. Zu den Stämmen gehören unter anderem die Alaunen, Ambidraven, Ambilinen, Ambisonten, Laianker, Saevaten und Uperaken.
- um 200 v. Chr.: Demetrios I. wird Nachfolger seines Vaters Euthydemos I. als Herrscher des Griechisch-Baktrischen Königreichs.

#### Asien
- Beginn der früheren Han-Periode in China
- Erstes buddhistisches Königreich auf Sri Lanka

#### Ozeanien
- Um 200 v. Chr. beginnen polynesische Völker mit der Besiedelung der Inseln des Pazifik wie Melanesien und Mikronesien. Eine der ersten besiedelten Inseln, ausgehend von Samoa und Tonga, ist Bora Bora. Die Siedlungswellen dauern bis etwa ins Jahr 400.

### Sport
- Bei den Olympischen Spielen wird das Pankration der Knaben eingeführt.

### Kultur
- Aemilius Sura, ein römischer Historiker, schreibt um die Zeit.[1]

## Geboren
- um 200 v. Chr.: Polybios, griechischer Geschichtsschreiber († um 120 v. Chr.)